# حاج بلاغ
حاج بلاغ هي قرية في مقاطعة خوانسار، إيران. يقدر عدد سكانها بـ 25 نسمة بحسب إحصاء 2016.